# Luperina clausa
Luperina clausa là một loài bướm đêm trong họ Noctuidae.